# Horst Drinda

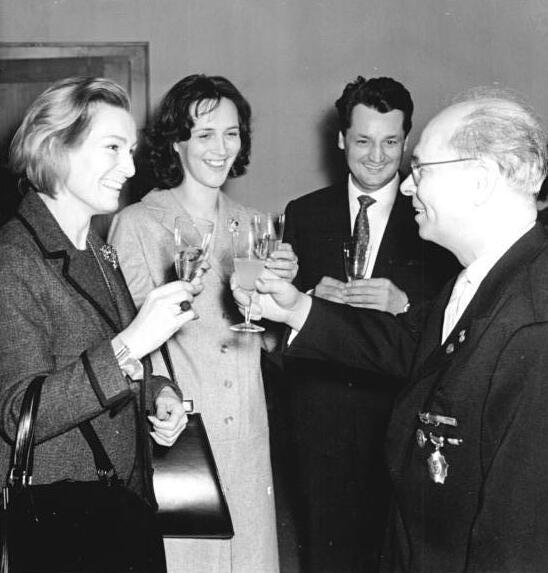
(v. links) Inge Keller, Irma Münch, Horst Drinda und Alexander Abusch im Jahr 1962

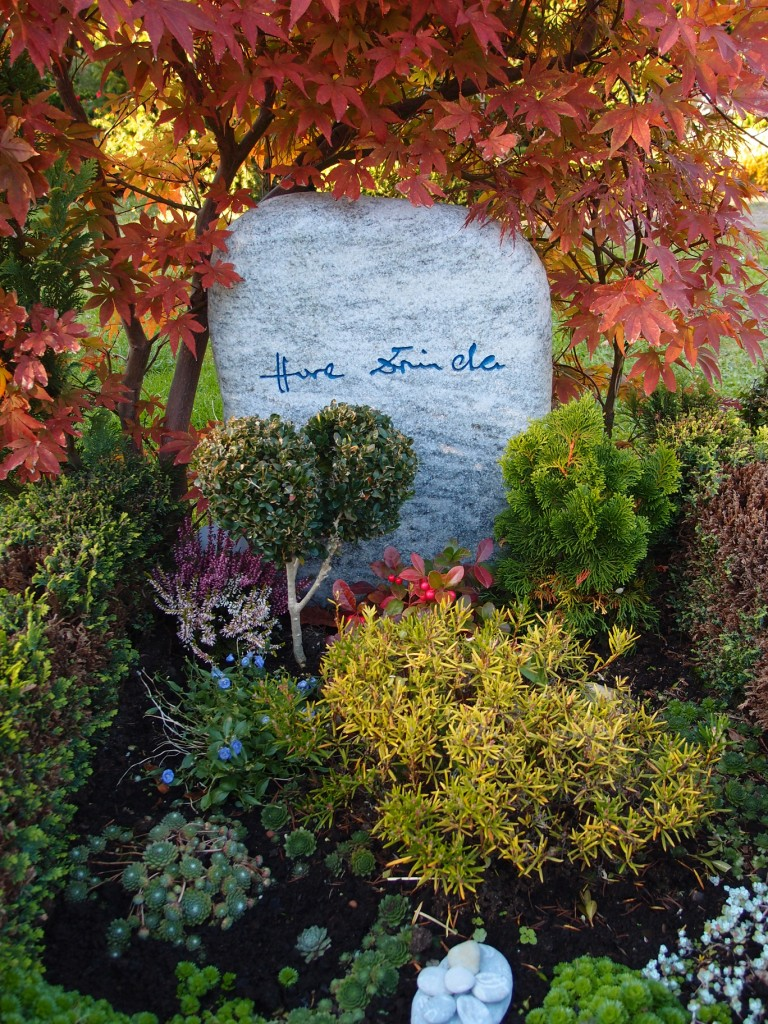
Grab von Horst Drinda, Friedhof Pankow IV, Berlin

Horst Eckart Drinda (* 1. Mai 1927 in Berlin; † 21. Februar 2005 ebenda) war ein deutscher Schauspieler und Regisseur.

## Leben
Horst Drinda, Sohn eines Angestellten, besuchte die Schule in Berlin und die Fliegertechnische Vorschule Köthen. Drinda absolvierte bei den Junkers-Werken eine Ausbildung als Flugzeugmotorenschlosser und begann im Herbst 1944 ein Studium an der Kriegsschule Gotenhafen, um sich auf eine Laufbahn als technischer Offizier bei der Wehrmacht vorzubereiten. Am 30. Januar 1944 beantragte er die Aufnahme in die NSDAP und wurde zum 20. April desselben Jahres aufgenommen (Mitgliedsnummer 9.692.759). Im Januar 1945 wurde er bei der Infanterie eingesetzt, bei den Kämpfen um Berlin verwundet und schließlich gefangen genommen. Er konnte entfliehen und half bei den Aufräumungsarbeiten.
Im Spätsommer 1945 sprach er bei Gustav von Wangenheim vor und wurde durch dessen Vermittlung als Stipendiat in die Schauspielschule des Deutschen Theaters in Berlin aufgenommen, wo er 1946 bis 1947 engagiert war und am 3. April 1946 in dem Stück Wir heißen euch hoffen von Fred Denger debütierte. In der Uraufführung von Gerhart Hauptmanns Dramen Agamemnons Tod und Elektra spielte er den Orest. Von 1948 bis 1950 wirkte er am Landestheater Halle und dann wieder bis 1971 am Deutschen Theater, später noch als Gast. Drinda entwickelte sich zu einem der meistbeschäftigten Darsteller des Theaters in den 1950er Jahren.
Sein Filmdebüt hatte Drinda bereits 1948 in Und wieder 48, doch blieb das Kino für ihn lange Zeit eine Nebenbeschäftigung. Bedeutende Filmrollen hatte er 1956 als Prinz Eitel in dem DEFA-Märchenfilm Das tapfere Schneiderlein und 1964/1965 in Die besten Jahre als Arbeiter und Kommunist Ernst Machner, der aus dem Krieg zurückkehrt und Lehrer wird, wodurch an seinem Aufstieg 15 Jahre bildungspolitische Entwicklung in der DDR dargestellt werden. Danach gehörte er zum Schauspielerensemble des DFF, wo er auch als Regisseur arbeitete. Eine bedeutende Aufgabe erhielt er 1967 bis 1970 als Titelfigur der propagandistisch ausgerichteten Serie Ich – Axel Cäsar Springer.  Hohe Popularität erreichte Drinda 1977 vor allem als „Kapitän Hans Karsten“ in der Fernsehserie Zur See. In der Arztserie Berühmte Ärzte der Charité spielte er 1982 in der Folge Arzt in Uniform den Oberarzt Georg Friedrich Nicolai. Nach der Wende und friedlichen Revolution in der DDR spielte er in mehreren Filmen und Fernsehserien, so war er neben Helga Piur in der Hauptrolle des Clowns Nanü in der Zirkusserie Aerolina besetzt und übernahm Gastrollen in Serien wie Ein Bayer auf Rügen und Leinen los für MS Königstein. Seine letzte Rolle hatte er 2003 in der Episode Am Ende siegt die Liebe der ARD-Krankenhausserie In aller Freundschaft. Insgesamt wirkte er in mehr als 90 Film und-Fernsehproduktionen mit.
Im Mai 2003 erlitt Horst Drinda zwei Schlaganfälle und war seither gelähmt. Er starb am 21. Februar 2005 im Alter von 77 Jahren und wurde auf dem Friedhof Pankow IV in Berlin-Niederschönhausen beigesetzt. Er hinterließ seine Ehefrau Ingeburg, mit der er ab Juli 1953 verheiratet war, zwei Kinder, die als Arzt tätig sind, und vier Enkelkinder, darunter Lea Drinda (* 2001), die später ebenfalls den Schauspielberuf ergriff.

## Filmografie
- 1948: Und wieder 48 – Regie: Gustav von Wangenheim
- 1950: Der Auftrag Höglers – Regie: Gustav von Wangenheim
- 1950: Semmelweis – Retter der Mütter – Regie: Georg C. Klaren
- 1951: Zugverkehr unregelmäßig – Regie: Erich Freund
- 1954: Gefährliche Fracht – Regie: Gustav von Wangenheim
- 1955: Einmal ist keinmal – Regie: Konrad Wolf
- 1956: Das tapfere Schneiderlein – Regie: Helmut Spieß
- 1957: Lissy – Regie: Konrad Wolf
- 1958: Sie kannten sich alle – Regie: Richard Groschopp
- 1958: Klotz am Bein – Regie: Frank Vogel
- 1959: Bevor der Blitz einschlägt – Regie: Richard Groschopp
- 1960: Begegnung im Zwielicht (Spotkania w mroku) – Regie: Wanda Jakubowska
- 1961: Die Liebe und der Co-Pilot – Regie: Richard Groschopp
- 1961: Das Kleid – Regie: Konrad Petzold
- 1961: Der Traum des Hauptmann Loy – Regie: Kurt Maetzig
- 1962: Das verhexte Fischerdorf – Regie: Siegfried Hartmann
- 1963: Der Dieb von San Marengo – Regie: Günter Reisch
- 1965: Die besten Jahre – Regie: Günther Rücker
- 1966: Die Reise nach Sundevit – Regie: Heiner Carow
- 1966: Er ging allein – Regie: Hans Joachim Hildebrandt
- 1966: Die Ermittlung (Theateraufzeichnung)
- 1967: Begegnungen (Miniserie) – Regie: Georg Leopold, Konrad Petzold
- 1967: Kleiner Mann – was nun? – Regie: Hans-Joachim Kasprzik
- 1968: Der Mord, der nie verjährt
- 1968–1970: Ich – Axel Cäsar Springer – Regie: Helmut Krätzig, Ingrid Sander, Achim Hübner
- 1970: Kein Mann für Camp Detrick – Regie: Ingrid Sander
- 1971: KLK an PTX – Die Rote Kapelle – Regie: Horst E. Brandt
- 1973: Polizeiruf 110: Gesichter im Zwielicht – Regie Manfred Mosblech (TV-Reihe)
- 1973: Eva und Adam – Regie: Horst E. Brandt
- 1976: Begegnungen – Regie: Georg Leopold und Konrad Petzold
- 1976: Auf der Suche nach Gatt – Regie: Helmut Schiemann
- 1976: Fernseh-Pitaval: Der Weg ins Nichts – Regie: Hubert Hoelzke
- 1977: Zur See (Fernsehserie) – Regie: Wolfgang Luderer
- 1978: Scharnhorst – Miniserie, Regie: Wolf-Dieter Panse
- 1979: Plantagenstraße 19 – Regie: Helmut Krätzig
- 1979: Der Staatsanwalt hat das Wort: Zur Feier des Tages – Regie: Gerd Keil
- 1979: Nachtspiele
- 1979: Gelb ist nicht nur die Farbe der Sonne – Regie: Rainer Bär
- 1979: Addio, piccola mia – Regie: Lothar Warneke
- 1980/1990: Der Staatsanwalt hat das Wort: Risiko (Fernsehreihe)
- 1980: Der Direktor – Regie: Helmut Krätzig (Fernsehfilm)
- 1980: Unser Mann ist König (Fernsehserie) – Regie: Hubert Hoelzke
- 1980: Anamnese – Regie: Rainer Bär
- 1981: Der kleine Doktor – Regie: Ursula Bonhoff
- 1981: Kabale und Liebe – Regie: Piet Drescher
- 1982: Arzt in Uniform – Regie: Wolf-Dieter Panse
- 1982: Der Teufelskreis (Co-Regie mit Klaus Grabowsky)
- 1984: Mein lieber Onkel Hans – Regie: Dagmar Wittmers
- 1986: Der Snob (Studioaufzeichnung – auch Regie)
- 1989: Rita von Falkenhain (Fernsehserie) – Regie: Peter Hill
- 1989: Die gläserne Fackel – Regie: Joachim Kunert
- 1990: Polizeiruf 110: Falscher Jasmin – Regie: Manfred Mosblech
- 1991: Aerolina (Fernsehserie) – Regie: Günter Stahnke
- 1994: Ein Bayer auf Rügen (Fernsehserie) Folge:22
- 1995: Verliebte Feinde (TV) – Regie: Bernd Böhlich
- 1996: Männerpension – Regie: Detlev Buck
- 1996: Der rote Tod (TV) – Regie: Rainer Bär
- 1998: Leinen los für MS Königstein (TV) – Regie: Frank Strecker, Hans Werner
- 1999: Gefährliche Wahrheit (Fernsehfilm)
- 1999: St. Angela (Fernsehserie)
- 2003: In aller Freundschaft (Fernsehserie), Episode: Am Ende siegt die Liebe

## Theater
- 1950: Carl Sternheim: 1913 (Friedrich Stadler) – Regie: Günther Haenel (Deutsches Theater Berlin – Kammerspiele)
- 1951: Alfred Kantorowicz: Die Verbündeten – Regie: Wolfgang Heinz (Deutsches Theater Berlin – Kammerspiele)
- 1951: Johann Wolfgang von Goethe: Egmont (Ferdinand) – Regie: Wolfgang Langhoff (Deutsches Theater Berlin)
- 1952: Maxim Gorki: Jegor Bulytschow und die Anderen (Laptiew) – Regie: Hans Jungbauer (Deutsches Theater Berlin)
- 1952: Friedrich Schiller: Don Carlos (Carlos) – Regie: Wolfgang Langhoff (Deutsches Theater Berlin)
- 1953: Konstantin Fjodorowitsch Issajew/Alexander Arkadjewitsch Galitsch: Fernamt …Bitte melden (Grischko) – Regie: Rudolf Wessely (Deutsches Theater Berlin – Kammerspiele)
- 1953: Harald Hauser: Prozeß Wedding (Jean Bertin) – Regie: Wolfgang Langhoff (Deutsches Theater Berlin)
- 1955: Johann Wolfgang von Goethe: Faust. Der Tragödie erster Teil (Erzengel) – Regie: Wolfgang Langhoff (Deutsches Theater Berlin)
- 1956: Hermann Bahr: Das Konzert (Dr. Franz Jura) – Regie: Robert Meyn (Deutsches Theater Berlin – Kammerspiele)
- 1956: Oscar Wilde: Bunbury (Algernon) – Regie: Herwart Grosse (Deutsches Theater Berlin – Kammerspiele)
- 1957: Jean Giraudoux: Amphitryon 38 – Regie: Rudolf Wessely (Deutsches Theater Berlin)
- 1959: Friedrich Schiller: Wallenstein (Max) – Regie: Karl Paryla (Deutsches Theater Berlin)
- 1960: Peter Karvaš: Mitternachtsmesse (Deutscher Leutnant) – Regie: Ernst Kahler (Deutsches Theater Berlin – Kammerspiele)
- 1961: Günter Weisenborn: Die Illegalen – Regie: Ernst Kahler/Horst Drinda (Deutsches Theater Berlin – Kammerspiele)
- 1962: Friedrich Schiller: Wilhelm Tell (Geßler) – Regie: Wolfgang Langhoff (Deutsches Theater Berlin)
- 1962: Oldřich Daněk: Die Heirat des Heiratschwindlers – Regie: Horst Drinda (Deutsches Theater Berlin – Kammerspiele)
- 1962: George Bernard Shaw: Haus Herzenstod (Randell) – Regie: Wolfgang Heinz (Deutsches Theater Berlin – Kammerspiele)
- 1963: Johann Wolfgang von Goethe: Iphigenie auf Tauris (Orest) – Regie: Wolfgang Langhoff (Deutsches Theater Berlin)
- 1963: Carl Sternheim: Der Snob (Christian) – Regie: Fritz Bornemann (Deutsches Theater Berlin – Kammerspiele)
- 1964: Horia Lovinescu: Fieber (Tóma) – Regie: Gotthard Müller  (Deutsches Theater Berlin)
- 1965: Jewgeni Schwarz: Der Drache (Bürgermeister) – Regie: Benno Besson (Deutsches Theater Berlin)
- 1967: Maxim Gorki: Feinde (Staatsanwalt) – Regie: Wolfgang Heinz (Deutsches Theater Berlin)
- 1967: Rolf Schneider: Prozeß in Nürnberg (Amerikanischer Ankläger) – Regie: Wolfgang Heinz (Deutsches Theater Berlin)

## Hörspiele
- 1951: Karl Georg Egel: Das Lied von Helgoland – Regie: Gottfried Herrmann (Berliner Rundfunk)
- 1953: Friedrich Wolf: Krassin rettet Italia – Regie: Joachim Witte (Hörspiel – Berliner Rundfunk)
- 1954: Wladimir Poljakow: Liebe, Medizin und eine kleine Wohnung (Wanja, Geologiestudent) – Regie: Richard Hilgert (Hörspiel – Rundfunk der DDR)
- 1955: Zdzislaw Skowronski/ Josef Slotwinski: Der Geburtstag des Direktors (Andrzej Rachwal, Ingenieur) – Regie: Helmut Hellstorff (Hörspiel – Rundfunk der DDR)
- 1955: Molière: Tartuffe – Regie: Werner Wieland (Rundfunk der DDR)
- 1956: Robert Ardrey: Leuchtfeuer (Streeter)  – Regie: Gerhard Rentzsch (Rundfunk der DDR)
- 1956: William Shakespeare: Hamlet, Prinz von Dänemark (Hamlet) – Regie: Martin Flörchinger (Hörspiel – Rundfunk der DDR)
- 1956: Jan Rheinsperger: Die letzte Nacht (Felix Kreutzer, Obergefreiter) – Regie: Theodor Popp (Hörspiel – Rundfunk der DDR)
- 1958: Pavel Kohout: So eine Liebe (Peter Petrus) – Regie: Erich-Alexander Winds (Hörspiel – Rundfunk der DDR)
- 1962: Gerhard Rentzsch: Nachtzug – Regie: Edgar Kaufmann (Rundfunk der DDR)
- 1965: Vercors: Zoo oder Der menschenfreundliche Mörder (Staatsanwalt) – Regie: Edgar Kaufmann (Rundfunk der DDR)
- 1970: Wolfgang Kohlhaase: Ein Trompeter kommt (Klettke, Dramaturg) – Regie: Fritz-Ernst Fechner (Hörspiel – Rundfunk der DDR)
- 1975: Gerhard Rentzsch: Der Nachlaß – Regie: Joachim Staritz (Hörspiel – Rundfunk der DDR)
- 1982: Brüder Grimm: Das singende springende Löweneckerchen (Vater) – Regie: Jürgen Schmidt (Kinderhörspiel – Litera)
- 1989: Franz Graf von Pocci: Die Zaubergeige (Herzog) – Regie: Norbert Speer (Kinderhörspiel – Rundfunk der DDR)

## Synchronrollen
- 1958: Du Deh-fu in Es kommt die Stunde als Lau Hou

## Auszeichnungen
- 1959: Kunstpreis der DDR
- 1963: Nationalpreis der DDR
- 1970: Nationalpreis der DDR III. Klasse für Ich – Axel Cäsar Springer im Kollektiv
- 1971: Kunstpreis der DDR für KLK an PTX – Die Rote Kapelle mit Irma Münch und Klaus Piontek
- 1971: Kunstpreis des FDGB für KLK an PTX – Die Rote Kapelle im Kollektiv
- 1976: Kunstpreis des FDGB für Auf der Suche nach Gatt im Kollektiv
- 1977: Kunstpreis des FDGB für Zur See im Kollektiv
- 1982: Kunstpreis des FDGB
- 1987: Nationalpreis der DDR für Kunst und Literatur I. Klasse